# 禪定寺 (山西省)
禅定寺，位于山西省吕梁市汾阳市阳城乡普会村，是中华人民共和国山西省文物保护单位之一。
2004年6月10日，授予山西省文物保护单位，是一座古建筑。